# الرابطة الأمريكية لعلم الانتحار
الرابطة الأمريكية لعلم الانتحار

الرابطة الأمريكية لعلم الانتحار هي منظمة غير ربحية 501 (ج)(3) رمز الاختصار لها هو ASS تدعو إلى منع الانتحار. تأسست في عام 1968 من قبل إدوين شنيدمان، الذي أطلق عليه اسم «رائد في منع الانتحار.» مجلتها الرسمية هي الانتحار والسلوك الذي يهدد الحياة، ونشرت ست مرات في السنة من قبل وايلي بلاكويل .

## حول
تشجع الرابطة الأمريكية لعلم الانتحار على إجراء المزيد من الدراسة في مجال علم الانتحار من قبل الأطباء وكذلك عامة الجمهور. وتنص AAS أن مهمتهم هي إدراج دراسة متقدمة في علم الانتحار كمجال للعلوم، وتثقيف الجمهور في الجهود الرامية إلى تقليل عدد حالات الانتحار في جميع أنحاء العالم، وتحليل وكسر السلوكيات الانتحارية، وتشجيع المزيد من البحث والتدريب في مجال الانتحار المتنامي. تستضيف AAS حملة لكل من الشهر والأسبوع الوطنيين لمنع الانتحار بالإضافة إلى حملات التوعية العامة لتقديم أبحاث جديدة وتدابير وقائية للأشخاص الذين يتعاملون حاليًا أو تعاملوا مع الأفكار والسلوكيات الانتحارية.

## العلوم
علم الانتحار هو دراسة السلوكيات الانتحارية، وعوامل الخطر لتلك السلوكيات، والوقاية من الانتحار. يجمع علم الانتحار بين علم النفس وعلم الاجتماع لتحليل أسباب السلوكيات الانتحارية وطرق الوقاية الفعالة .

### عوامل الخطر
وقد أشارت الأبحاث إلى ان اليأس، والاندفاع، والعزلة الاجتماعية، والتعرض للعنف عوامل خطر قوية تحيط بالانتحار .

### مجموعات الدعم
المؤتمر السنوي للشفاء والناجين من الانتحار هي مجموعات الدعم التي تعمل على مكافحة عوامل خطر الانتحار من خلال التركيز على التفاعل الاجتماعي والعلاقات بين الأشخاص. وقد أثبتت البرامج التعليمية والمهارات والمعارف الخاصة بالانتحار فعاليتها في علاج المرضى الانتحاريين.

## عضويه
وتشمل عضوية الجمعية، على سبيل المثال لا الحصر، المهنيين في مجال الصحة العقلية والعامة، والباحثين، وأخصائيي الوقاية من الانتحار، ومراكز التدخل والتدخل في الأزمات، فضلاً عن الناجين من الانتحار والمهتمين بالوقاية من الانتحار .

## البرامج
وتقدم الوكالة حاليا أربعة أنواع مختلفة من برامج الوقاية من الانتحار.

### الناجون من الانتحار
يهدف برنامج الناجين من الانتحار إلى مساعدة الناجين من الانتحار على التواصل مع بعضهم البعض وتبادل خبراتهم في إطار مجموعة.

### التدريب والاعتماد
تركز برامج التدريب والاعتماد على استخدام التقنيات والمهارات للقضاء على السلوكيات الانتحارية. ويشكل هذا البرنامج في المقام الأول العاملون في مجال الصحة العقلية، وموظفو المدارس والشباب، والعاملون في مجال الأزمات .

### المؤتمرات
وتعقد المؤتمرات السنوية من قبل AAS حيث يجتمع الباحثون والممارسون لمناقشة أفضل البحوث في مجال علم الانتحار.

### المركز الوطني لمنع انتحار الشباب
ويضم المركز الوطني لمنع انتحار الشباب مجلسا استشاريا للشباب يقدم نظرة ثاقبة عن المشاريع الرامية إلى منع الانتحار والوصول إلى سكانها من المراهقين.

## التدريب
وتشير البحوث إلى نقص حاد في التدريب على منع الانتحار في العديد من مجالات علم النفس والعمل الاجتماعي. وأفادت الأرقام المستمدة من دراسة استقصائية وطنية أن أقل من 25 في المائة من الأخصائيين الاجتماعيين تلقوا تدريبا على منع الانتحار. وAAS مصممة على منع الأخصائيين الاجتماعيين والعاملين في مجال الصحة العقلية غير المدربين تدريبا كافيا من العمل مع المرضى الانتحاريين المحتملين الذين يظهرون عوامل خطر انتحارية. ويعتقد AAS تعزيز البحوث والتدريب الفعال -- ليس فقط لأخصائيي الصحة العقلية والأخصائيين الاجتماعيين ، ولكن أيضا لعامة الجمهور -- سوف تساعد على منع العلاج غير كافية من قبل أولئك في مجالات علم النفس والعمل الاجتماعي. 

## خطط المستقبل
وتخطط وكالة الدراسات العليا لنشر الانتحار كمجال للدراسة العلمية وتسعى جاهدة للحد من عدد حالات الانتحار من خلال البحث والتحليل.  في الجهود المبذولة لتحسين مجال علم الانتحار ، أطلقت الأكاديمية الدولية لأبحاث الانتحار فريق عمل لمكافحة السلوكيات الانتحارية والأسباب وعوامل الخطر للتوصل إلى حلول أفضل وبرامج الوقاية.